# کوچتو لو بلو
کوچتو لو بلو (ایتالیایی: Concetto Lo Bello; ۱۳ مهٔ ۱۹۲۴ – ۹ سپتامبر ۱۹۹۱) داور فوتبال اهل ایتالیا بود.

## داوری‌های مهم
- جام ملت‌های اروپا ۱۹۶۴
- جام جهانی فوتبال ۱۹۶۶
- فینال جام باشگاه‌های اروپا ۱۹۶۸
- فینال جام باشگاه‌های اروپا ۱۹۷۰
- فینال جام یوفا ۱۹۷۴